# Wagoner (Oklahoma)
Wagoner település az Amerikai Egyesült Államok Oklahoma államában, Wagoner megyében, melynek megyeszékhelye is. Lakosainak száma 7621 fő (2020. április 1.).

## Népesség
A település népességének változása:

| 2010 | 8 323 |
| 2020 | 7 621 |